# B 612 (Le Petit Prince)
Pour les articles homonymes, voir B612.
B 612 est l'astéroïde dont le narrateur du Petit Prince, pense que le personnage éponyme du conte d'Antoine de Saint-Exupéry, est originaire.
En fait comme il est écrit dans le chapitre X du livre, la planète du Petit Prince " ...se trouvait dans la région des astéroïdes 325, 326, 327, 328, 329 et 330. Il commença donc par les visiter pour y chercher une occupation et pour s'instruire." Ainsi il n'est pas dit dans le roman que B612 soit vraiment la planète ou habite le protagoniste, ce qui explique par ailleurs que l'astronome turc ne l'aie pas vu pendant son observation. Le pilote suppose seulement que le Petit Prince est originaire de cet astéroïde.

## Inspiration
Selon le roman, l'astéroïde B 612 aurait été découvert en 1909 par un astronome turc, mais cette découverte n'aurait été reconnue qu'en 1920. Antoine de Saint-Exupéry le décrit avec une rose, deux volcans actifs et un volcan éteint mais on ne sait jamais... (selon la formulation du petit prince). Ce paysage est similaire à celui de la région de la cordillère d'Apaneca (en) au Salvador, où vivait Consuelo Suncin, l'épouse de Saint-Exupéry, fille d'un riche planteur de café et demeurant à proximité de l'Izalco, un des deux volcans encore en activité,. Durant le récit, le personnage du Petit Prince présente cet astéroïde comme étant de petite taille. 
Il n'était probablement pas dans l'esprit de Saint-Exupéry d'identifier cet astéroïde fictif avec un véritable astéroïde.
Cependant, les astéroïdes sont généralement désignés par un nombre (sans lettre). Il existe bien un astéroïde (612) Veronika mais pas B 612. Veronika a été en réalité découvert en 1906 par August Kopff, un astronome allemand.

## Postérité

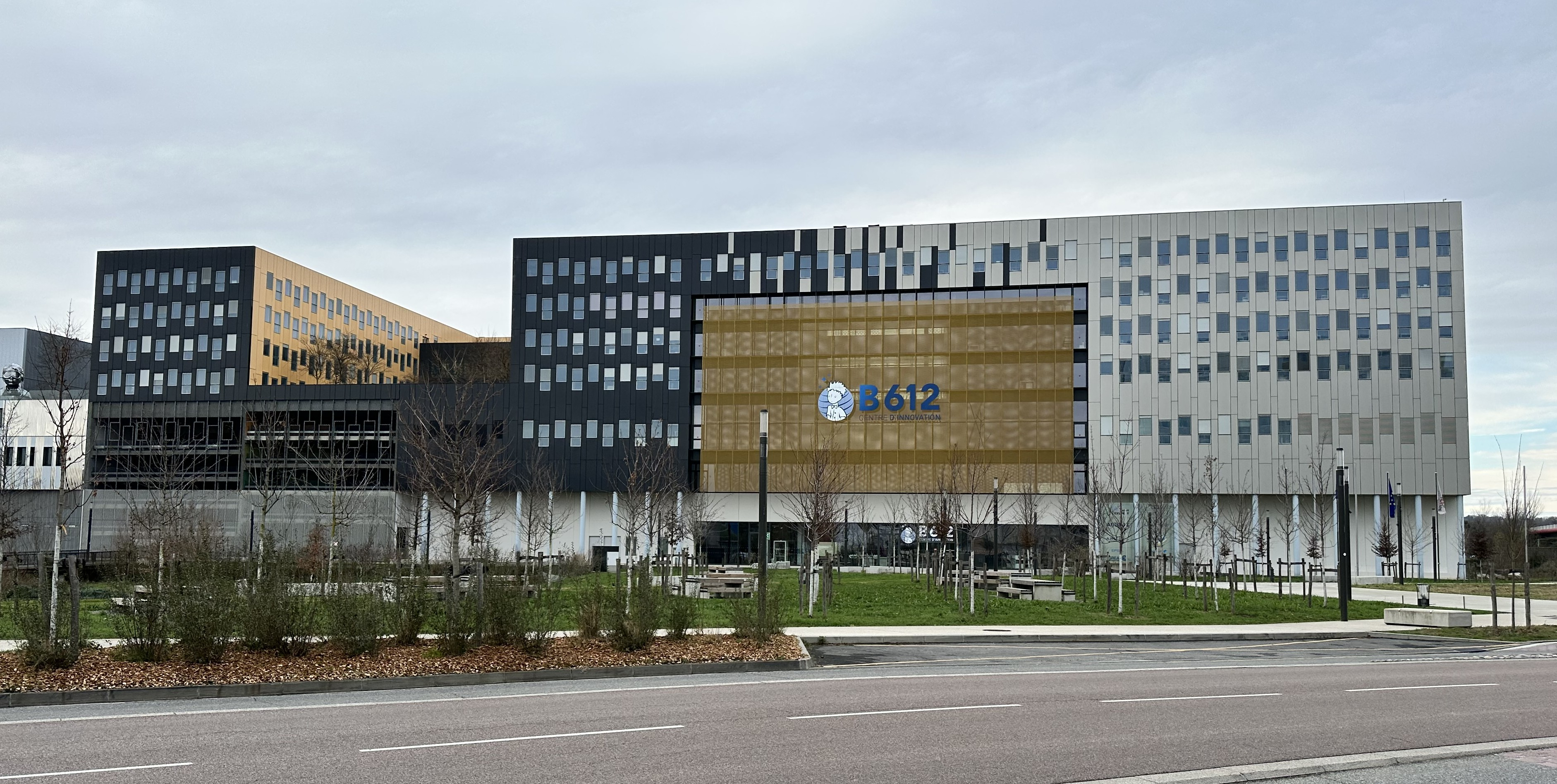
Immeuble B612 à Toulouse

Le nom de l'astéroïde du Petit Prince a été volontairement repris à plusieurs reprises :
- L'astéroïde (46610) Bésixdouze est nommé en référence à l'astéroïde fictif de l'auteur. En effet, le nombre hexadécimal B612 correspond au nombre décimal 46610[4].
- Le centre d'innovation aérospatial de Toulouse se nomme B612 en référence à l'astéroïde du Petit Prince[5].
- La fondation B612, fondation américaine pour la déviation d'astéroïdes géocroiseurs, se nomme B612 en référence à l'astéroïde du Petit Prince[6],[7].
- Une police de caractères adaptée à l'avionique, développée pour Airbus, a été nommée B612[8].